# Hallův ostrov
Hallův ostrov (rusky Остров Галля, anglicky Hall Island) je velký zaledněný ostrov v souostroví Země Františka Josefa v Severním ledovém oceánu.
S rozlohou 1 049 km² je pátým největším ostrovem souostroví a nejvyšší bod na ostrově dosahuje výšky 502 m n. m. Na jihovýchodním pobřeží je velký záliv Hydrografů. Většinu ostrovní rozlohy pokrývá Moskevský ledový příkrov a jediná nezaledněná území se nacházejí v jižní části na mysech Tegethoff a Ozernyj, které vybíhají z Litovova poloostrova. Velmi malé nezaledněné oblasti jsou také na východním Frankfurtském mysu a severozápadním mysu Uigginsa. Na západě je Hallův ostrov oddělen úzkým průlivem od MacClintokova ostrova. Na severu sousedí s Hayesovým ostrovem odděleným Markhamovým průlivem, na severovýchodě se za Rakouským průlivem nachází Wilczekova země a na jihovýchodě odděluje Lavrovův průliv skupinu menších ostrovů, z nichž největší je Salmův ostrov.
Ostrov byl objeven 30. srpna 1873 Rakousko-uherskou expedicí k severnímu pólu, která ho pojmenovala po americkém polárním průzkumníkovi Charlesi F. Hallovi. V letech 1898–1899 vznikl na mysu Tegethoff malý tábor expedice Waltera Wellmanna.
Na Frankfurtském mysu a mysu Tegethoff se vyskytují kolonie alkounů malých.

## Sousední malé ostrovy
- U severního pobřeží se nachází skupina tři malých Brownových ostrovů pojmenovaných podle George Browna, který se v letech 1850–1854 pod velením kapitána R. M'Clura účastnil pátraní po ztracené expedici Johna Franklina.
- Asi 6 km západně od severozápadního mysu leží nezaledněný Newcombův ostrov s nejvyšším bodem v nadmořské výšce 67 m n. m. Nese jméno námořního důstojníka Raymonda Lee Newcomba, který v letech 1882–1884 pátral po expedici G. W. De Longa.
- V severní části zálivu Kartografů leží asi 1,5 km od pobřeží nezaledněný Bergahusův ostrov s nejvyšším bodem ve výšce 372 m n. m. Pojmenován byl po kartografovi Heinrichu Berghausovi.